# フョードル・ドミトリエヴィチ・モロゾフ
フョードル・ドミトリエヴィチ・モロゾフ（英: Fedor Dmitrievich Morozoff、1880年 - 1971年）は、20世紀の日本で活動した白系ロシア人の実業家。ロシア・シンビルスク出身。創業期の神戸モロゾフ製菓株式会社（後のモロゾフ株式会社）で取締役を務めたが経営を巡って代表取締役らと紛争を起こし袂を分かった。コスモポリタン製菓の創業者ヴァレンティン・フョードロヴィチ・モロゾフは子。

## 生涯

### ロシア革命時に亡命、ハルビン、シアトルを経て神戸へ
1880年、ロシア・シンビルスクで生まれる。生家は祖父の代から続く商家であった。フョードルは盛んに交易を行って家業を発展させ、第一次世界大戦時には軍馬・軍服の調達にあたるなどロシア帝国のために働くようになった。
1917年、ロシア革命が勃発すると、家族を連れてハルビンへ逃れた。フョードルはハルビンを拠点に貿易を行い、白軍を支援しようとしたが計画は頓挫。1923年、家族とともにハルビンを離れアメリカ合衆国のシアトルへ移住したが生活が成り立たず、1924年にシアトルを離れ日本の神戸へ移住した。
神戸でははじめ羅紗の卸売を行っていたが、日本が急速に西洋化しようとしていたことに目をつけ、西洋の食料品を売る事業を興そうと考えた。試行錯誤の末、チョコレート菓子を中心に洋菓子を販売することにした。1926年3月、フョードルは白系ロシア人の菓子職人を雇いトアロード103番地に「Confectionery F.MOROZOFF」を開店した。この時、子のヴァレンティン・フョードロヴィチ・モロゾフも通っていた学校をやめ、菓子職人として店を手伝うことになった。フョードルにはハルビンやシアトルで菓子の製造に従事した経験があった。

### 神戸モロゾフ製菓株式会社設立に関与するも、袂を分かつ
1931年6月、事業拡大を目指し出資者を探していたフョードルは神戸商工会議所理事の福本義亮の紹介で、材木会社専務の葛野友槌の協力を得ることになった。葛野はフョードル親子が持っていた設備を買い取り、神戸モロゾフ製菓株式会社（後のモロゾフ株式会社）を設立。代表取締役は葛野が務め、フョードルは取締役に就任。子のヴァレンティンも菓子職人として同社に勤務することになった。会社の経営は順調で、設立2年目には3500円あまりの黒字を出した。
1933年頃から葛野友槌の関係が悪化。会社の経営方針を巡って対立するようになり、遂には法的紛争に発展した。1936年6月に調停が成立。調停の条件の中には1941年6月10日までの間、フョードル親子が「モロゾフ」と読みえる商号を使用して菓子販売をすることや神戸モロゾフ製菓と同様の事業をすることができないというものが含まれていた。なお調停成立前に福本義亮はモロゾフ親子を神戸商工会議所理事長室に呼び出し調停の取り下げに応じる旨の書類にサインするよう迫り、親子がこれを拒むと以下のように告げた。
神戸モロゾフ製菓株式会社発足から紛争が起こるまでの間に、葛野友槌の子・友太郎と福本義亮の娘が結婚し、葛野友槌と福本の間に縁戚関係が成立していた。
紛争後フョードルには洋菓子製造業を続ける意思はなく、紅茶の輸入販売業を手掛けるようになった。洋菓子製造業は子のヴァレンティンが引き継ぎ、太平洋戦争終戦後にコスモポリタン製菓を設立した。
60歳を超えた頃に商売をやめ、回想録を執筆するようになった。このフョードルはこの回想録を一般に公開する意思を持っていなかったが、後に西ドイツで出版された（英題は『A Legacy to My Heirs』）。この回想録は英語およびロシア語からなり、常に裏切られる危険のある他人よりも家族・親戚を重視すること、海外で教育を受けることの重要性、商取引における誠実さと謙虚さなどを説いている。
1971年に死去。墓は兵庫県神戸市北区の神戸市立外国人墓地にある。